# Battersea (London)

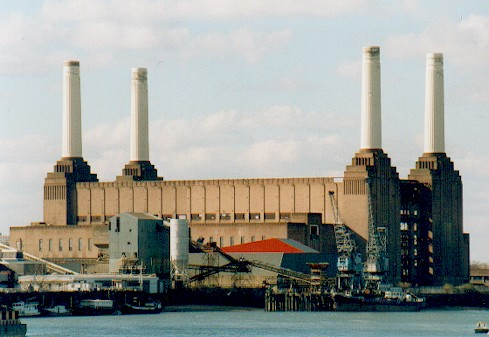
Battersea Power Station

Battersea ist ein Stadtteil von London. Er liegt direkt südlich der Themse, etwa fünf Kilometer vom Stadtzentrum entfernt, und gehört zum Stadtbezirk Wandsworth. 
Postalisch gehört er zum Postcode Area SW11.
Überregional bekannt ist der er vor allem durch die Battersea Power Station. Das einstige Kohlekraftwerk mit seinen vier Türmen war Motiv auf diversen Covern bekannter Pop- und Rockbands, beispielsweise Pink Floyd.
Erschlossen wird der Stadtteil von mehreren Bahnlinien und der Northern Line mit der U-Bahn-Station Battersea Power Station.
1913 wurde in Battersea mit John Archer erstmals ein dunkelhäutiger Politiker Bürgermeister eines Londoner Stadtteils.

## Persönlichkeiten
- George Shaw-Lefevre, 1. Baron Eversley (1831–1928), Politiker
- Georgina Burne Hetley (1832–1898), neuseeländische Illustratorin und Aquarellistin
- Geoffrey Carr (1886–1969), Ruderer
- Margaret Tarrant (1888–1959), Illustratorin und Kinderbuchautorin
- Robert Phelps (1890–1980), Ringer
- Marsha de Cordova (* 1976), Abgeordnete für den Wahlkreis Battersea im House of Commons